# Phật Ấn Liễu Nguyên
Thiền sư Phật Ấn Liễu Nguyên (佛印了元, Butsuin Ryōgen, 1032-1098) là thiền sư trung quốc thuộc Vân Môn Tông, đời thứ 5. Sư là đệ tử đắc pháp của thiền sư Khai Tiên Thiện Tiêm. Đời sau vẫn còn nhớ đến sư qua những câu chuyện đối đáp thấm đẫm tinh thần Thiền tông với thi sĩ Trung Quốc nổi tiếng là Tô Đông Pha.

## Hành trạng
Sư họ Lâm, tự Giác Lão, là người Phù Lương, huyện Nhiên Châu, tỉnh Giang Nam. Lúc mẹ sinh sư ra, có truyền thuyết kể rằng hào quang xông lên khắp nhà, tóc móng tay đều đầy đủ.
Từ năm 2 tuổi, sư bắt đầu học Luận Ngữ, tài năng hùng biện và trí tuệ của sư vượt trội hơn người. Mỗi khi lời nói xuất ra ra đều phù hợp với kinh sử, mọi người gọi sư là thần đồng. Khi lớn lên, sư thông suốt các kinh sử dù không cần đọc.
Nhờ có ý chí siêu phàm, muốn vượt khỏi sinh diệt thường tình. Sư đến yết kiến và xuất gia với đại sư Nhật Dụng tại chùa Bảo Tích và sau đó thọ giới cụ túc.
Đầu tiên, sư đến yết kiến thiền sư Khai Tiên Thiện Tiêm tham vấn. Sư đối đáp nhanh nhẹn, về sau sư kiến tính nên được thiền sư Khai Tiên Thiện Tiêm ấn khả và nhận làm pháp tử.
Sau đó sư đến tham vấn ở các tôn túc khác như là Thiền sư Viên Thông Nột, tại pháp hội này sư giữ chức thư ký. Hòa thượng Viên Thông khen sư có cốt cách giống Thiền sư Tuyết Đậu, là bậc tài giỏi của đời sau.

## Hoằng pháp
Sư đến trụ trì và khai đường thuyết pháp tại chùa Thừa Thiên ở Giang Nam, nay là Giang Tây, Trung Quốc..
Sau sư chuyên đến trụ trì nhiều nơi như là chùa Đầu Phương ở Thôi Sơn, chùa Khai Thiên và chùa Quy Tông ở Lô Sơn, chùa Kim Sơn ở tỉnh Giang Tô và tại núi Đại Quy ở tỉnh Giang Tây.
Cuối cùng, sư đến giáo hóa tại núi Vân Cư cho đến khi mất.
Sư từng làm xã chủ của Thanh Tùng Xã là chi nhánh kế thừa của Bạch Liên Xã ở Lô Sơn, đạo tràng của Tông Tịnh Độ. Cho nên ngoài thâm nhập hoằng hóa Thiền tông, sư còn lưu tâm đến Tịnh Độ tông.
Sư và thi sĩ Tô Đông Pha là hai người bạn thâm giao với nhau, thường hay đàm đạo, gửi thư, uống trà với nhau và tương truyền dưới sự dẫn dắt của sư, thi sĩ Tô Đông Pha đã ngộ thiền
Vào ngày mồng 4 tháng 1 năm đầu niên hiệu Nguyên Phù (元符) thứ nhất(1908), sư sau khi nghe khách kể chuyện có người ngộ được yếu chỉ, sư cười rồi an nhiên thị tịch.

## Giai thoại
Các giai thoại giữa sư với Thi sĩ Tô Đông Pha được người đời lưu truyền tới ngày nay. Các câu chuyện này thường mang âm điệu dí dỏm, hài hước nhưng ẩn sau đó là những thiền vị sâu xa. Câu chuyện sau là một ví dụ minh chứng:

Khi Tô Đông Pha làm được một bài thơ hay rất tự mãn, bèn viết thư đưa người gửi đến thiền sư Phật Ấn khi ấy đang trụ trì tại chùa Kim Sơn. Bài thơ ấy nội dung như sau: 
Đảnh lễ bậc Giác Ngộ
Hào quang chiếu vũ trụ
Tám gió thổi chẳng động

Ngồi vững tòa sen vàng
Thiền sư sau khi xem thư xong, chỉ lấy bút phê 2 chữ: Phóng thí(tức là đánh rắm). Tô Đông Pha xem thư xong rất tức giận, nên đi thuyền đến tận chùa để hỏi cho rõ nguyên nhân.
Khi thấy thiền sư, Tô Đông Pha lớn tiếng nói: Bài thơ của tôi sai chổ nào mà sư viết như vậy?
Sư cười đáp: Ông nói bát phong bất động nhưng mà chỉ 2 chữ này đã phải bay qua sông rồi.
Qua đó chúng ta thấy tinh thần của tu tập là trong mọi cảnh đều an nhiên bất động, trước trần không vướng mắc, vậy mới thật là tự tại